# Adelheid von Münzenberg
Adelheid von Münzenberg († um 1291) war eine Tochter Ulrichs I. von Hagen-Münzenberg. Ihr Geburtsjahr ist nicht bekannt, ihr Sterbejahr kann aus der urkundlichen Überlieferung erschlossen werden.

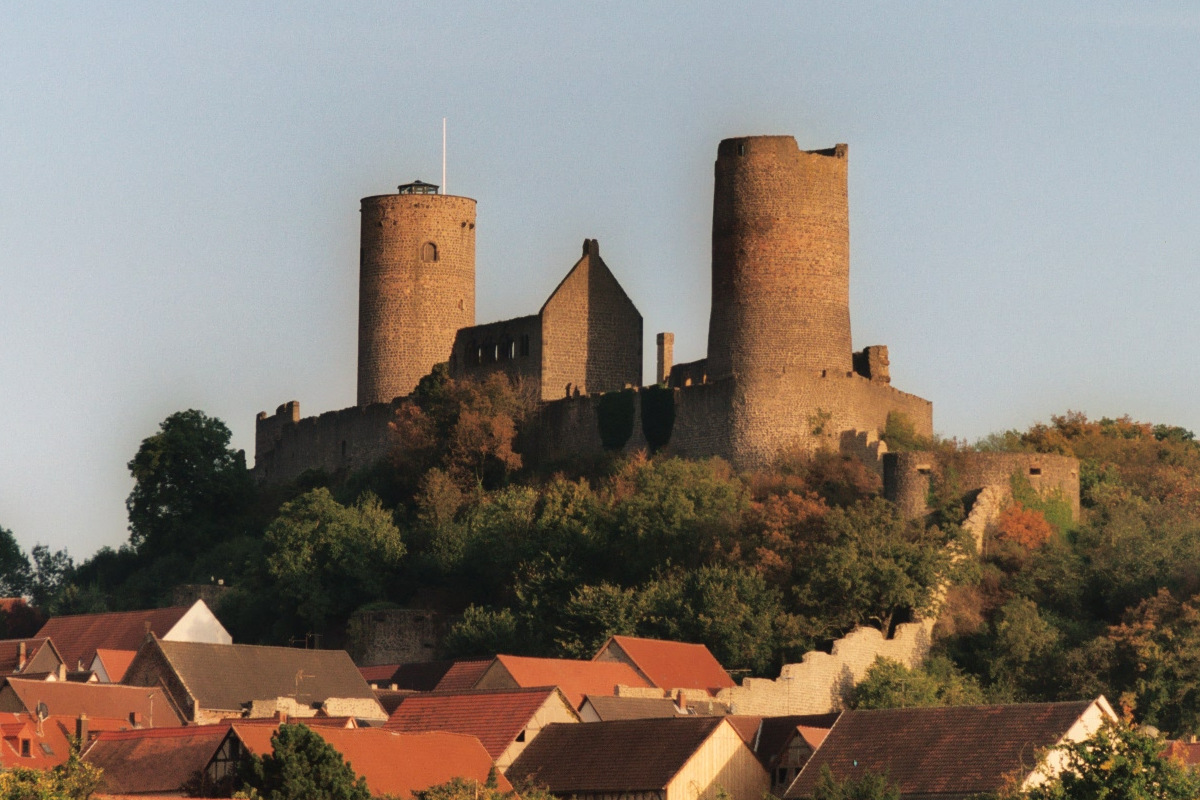
Burg Münzenberg

## Ehe und Familie
Adelheid von Münzenberg heiratete um 1243/1245 Reinhard I. (* ca. 1225; Ersterwähnung: 1243; † 20. September 1281), Herrn von Hanau, den Stammvater der Herren und Grafen von Hanau. Als Heiratsgut brachte sie das Amt Babenhausen, den Bachgau und die Hälfte des Amtes Umstadt mit.
Aus dieser Ehe gingen hervor:
1. Ulrich I.
2. Reinhard (erwähnt zwischen 1292 und 1299)
3. Adelheid, Äbtissin im Kloster Patershausen (vor 1281)
4. Isengard, nach 1265 verheiratet mit Gerhard von Weilnau, verstorben vor 1281

## Standeserhöhung
Da die Familie Hagen-Münzenberg „nur“ eine Ministerialenfamilie war, scheint es Zweifel hinsichtlich der Ebenbürtigkeit von Adelheid gegeben zu haben. Jedenfalls ließ ihr Sohn Ulrich sich und seiner Mutter später durch den König den Stand der „Edelfreien“ bestätigen.

## Münzenberger Erbschaft
Adelheids einziger Bruder war Ulrich II. von Münzenberg. Er vereinigte das reiche Münzenberger Erbe in einer Hand. Adelheid hatte jedoch sechs Schwestern:
- Isengard, verheiratet mit Graf Philipp I. von Falkenstein
- Mechtild, verheiratet mit Engelhard von Weinsberg
- Irmengard, verheiratet mit Konrad von Weinsberg
- Hedwig, verheiratet mit Heinrich von Pappenheim
- Agnes, verheiratet mit Konrad von Schöneberg
- Lucardis, geistlich; sie wurde mit dem Kloster Patershausen abgefunden, das für sie als Zisterzienserin neu errichtet worden war und dessen Äbtissin sie wurde.

Als Ulrich II. von Hagen-Münzenberg 1255 ohne erbberechtigte Nachkommen verstarb, fiel das reiche Erbe an seine sechs weltlich verbliebenen Schwestern. Eine erste Erbauseinandersetzung beanspruchte drei Jahre. Diese Münzenberger Erbschaft war ein für die territoriale Entwicklung der Wetterau und des Rhein-Main-Gebietes grundlegendes Ereignis im Hochmittelalter, das für die nächsten Jahrhunderte die territoriale Gliederung dieses Raumes wesentlich mit gestaltete.
Das Erbe bestand aus der Herrschaft Münzenberg, der „Grafschaft“ Assenheim und der Herrschaft Hagen (Hain in der Dreieich) sowie weiteren kleineren Besitzungen und Rechten.
Die Erbschaft wurde im Wesentlichen ideell in sechs Teile geteilt und als Kondominat von den Erben gemeinsam verwaltet. Jede der Schwestern erhielt ein Sechstel. In den folgenden Jahren kaufte Graf Philipp I. von Falkenstein alle Erbteile – außer dem Hanauer – auf, so dass nun Falkenstein 5/6, Hanau 1/6 des Erbes besaß. Im Laufe der Zeit kam es zu weiteren Erbteilungen und Käufen – im Prinzip aber blieb diese Erbengemeinschaft bis zur Mediatisierung des Adels in napoleonischer Zeit erhalten, die Burg Münzenberg als Privateigentum sogar bis in die 1930er Jahre. Zu den Einzelheiten siehe: Münzenberger Erbschaft.

## Tod
Adelheid soll etwa 1291 verstorben sein. Letztmals urkundlich erwähnt wird sie am 3. Januar 1290.